# Eric Foreman
Dr. Eric Foreman je fiktivní postava v seriálu Dr. House, jehož postavu ztvárnil Omar Epps. Je neurolog a v prvních třech sériích je členem diagnostického týmu Gregory House. Vystudoval lékařství na Johns Hopkins University. V šestnácti letech byl zatčen za krádež a výtržnictví. To byl jeden z důvodů, proč byl Housem přijat. Jeho minulou prací bylo vedení rezidentů. Má rád jazz, dokáže být upřímný a přesto, že říká, že nechce být jako House, je někdy stejně arogantní. Je častým cílem rasistických vtípků House, ale nebere to vážně. V druhé sérii po určitý čas místo House vede tým a v díle Euforie (2. řada) málem umírá, ale House ho zachrání.
V českém znění seriálu Dr. House je dabován Petrem Gelnarem.